# Атила Хереди
Атила Хереди (мађ. Herédi Attila) је био мађарски дефанзивни фудбалер, репрезентативац. Проглашен је фудбалером године у Мађарској 1987. године.

## Каријера
Хереди је почео да игра фудбал 1972. године у подмладку ФК Ујпешта. За први тим Ујпешта је дебитовао у прволигашкој утакмици 1979. године, а затим је провео годину дана на позајмици у Ганц-МАВАГ СЕ. Између 1979. и 1990. одиграо је 221 лигашку утакмицу и постигао 20 голова. Са Ујпештом је био једнократни шампион Мађарске и троструки победник Мађарске Купа. Године 1990. наставио је каријеру у финском клубу ФК Хака.

### Репрезентација
Између 1985. и 1988. играо је 5 пута за Мађарску репрезентацију и није постигао ниједан гол.

### Тренер
Од 1997. до 2000. био је тренер у Ујпешт ТЕ−у, а од 2001. до 2002. у ФК Фехервару. Од 2003. годину дана је тренирао Њиређхаза Спартакус ФК. Од 2008. поново је био тренер Ујпешта, затим је тренирао у ФК Вечеш (2009-2010) и ФК Татабања (2010-2011). Од 2011. тренирао је у ФК Папа, а од 2013. тренирао је ВСЕ Јасапат и Вац У21. Од 2015. је тренирао ТЦ Маглод.

## Достигнућа
- Прва лига Мађарске у фудбалу (NB I)
  - шампион: 1989-90[1]
- Куп Мађарске у фудбалу (MNK)
  - победник: 1982, 1983, 1987[3]
- Куп победника купова у фудбалу
  - Четвртфинале: 1983/84[4]
- Индивидуално
  - Мађарски играч године: 1987[5][3]